# William Capon
William Capon, född 1480, död 1550 var en engelsk kyrkoman och universitetslärare.